# Anders Rønningen
Anders Andresen Rønningen (ur. 23 maja 1986) – norweski zapaśnik walczący w stylu klasycznym.
Zajął 32. miejsce na mistrzostwach świata w 2005. Piąty na mistrzostwach Europy w 2019. Zdobył osiem medali na mistrzostwach nordyckich w latach 2006 – 2019.
Jest synem zapaśnika Jona Rønningena, złotego medalisty olimpijskiego z Seulu 1988 i Barcelony 1992 i bratem bliźniaczym, zapaśnika Thomasa Rønningena